# Julius Gehrum
Julius Gehrum (14 février 1899, Tiefenbronn - 10 novembre 1947, Strasbourg) est un policier allemand. Membre de la Gestapo durant la Seconde Guerre mondiale, il fut jugé, condamné à mort et exécuté pour crimes de guerre en novembre 1947.

## Biographie
Fils d'une famille d'agriculteurs du Grand-duché de Bade, il envisage une carrière d'orfèvre (tout comme son père) après l'école primaire.
Grenadier durant la Première Guerre mondiale, il combat en France et est décoré de la croix de fer et de l'ordre du mérite militaire de Charles-Frédéric de Bade.
À partir de 1926, il travaille pour la gendarmerie de Bad Krozingen, puis devient sergent-major à St. Märgen.

### Le Troisième Reich
Il devient membre du parti nazi le 1er mai 1933, et est détaché de la gendarmerie pour la Gestapo l'année suivante, le 1er juin 1934. 17 jours plus tard, il est chef de la Gestapo à Kehl.
En 1937, il rejoint la SS en 1937, avec le grade de Hauptsturmführer. En novembre 1938, il devient Kriminalinspektor de la police SS. Il est alors chargé de la mise en œuvre de la nuit de Cristal à Kehl le même mois : la synagogue est dévastée, les hommes de Gehrum dévastent les maisons des familles juives et emmènent les hommes à la mairie (où ils sont torturés) ou à la gare, avant leur déportation vers Dachau.

### Seconde Guerre mondiale
Le 25 juin 1940, il est muté à Strasbourg, dans la zone annexée, où il est chef de la section III de la Gestapo, chargée de la lutte contre les résistants. En 1941, il démantèle l'organisation du Parti communiste en Alsace. Fin 1943, il est sous les ordres de Erich Isselhorst, responsable de la Gestapo dans plusieurs villes allemandes, et transféré à Strasbourg en tant que chef de la Sicherheitspolizei, qui chapeaute la Gestapo et la Kripo.
Selon Auguste Gerhards, Gehrum est également en novembre 1944 chef de l'Abwehrstelle de Strasbourg. Il a alors le grade d'Obersturmführer.
À l'approche des troupes alliées du territoire alsacien, il s'occupe d'organiser son nettoyage des éléments de résistance en son pouvoir. On lui confie notamment l'exécution de tous les prisonniers du réseau Alliance encore dans les geôles allemandes, ce qui amène notamment à l'assassinat de 108 hommes et femmes dans la nuit du 1er au 2 septembre 1944, au camp de concentration de Natzweiler-Struthof. Il dirige lui-même l'exécution sommaire de soixante-dix autres prisonniers, des prisons de Rastatt, Kehl, Pforzheim... Dans le même temps, il organise sous les ordres d'Isselhorst l'opération Waldfest, entraînant la déportation ou l'exécution sommaire de plusieurs milliers de personnes.
Il tente de se cacher à la fin de la guerre, mais est fait prisonnier par l'armée française le 5 novembre 1945. Rendu responsable avec Isselhorst de l'exécution sommaire et massive des prisonniers du réseau Alliance, il est jugé devant le tribunal militaire de Strasbourg, du 13 au 17 mai 1947, avec sept co-accusés (dont Erich Isselhorst). Condamné à mort, il est exécuté par balles le 10 novembre 1947 à Strasbourg,. Au moment de son exécution, il dit : « Je meurs en policier et non en criminel. Je meurs au service de la patrie ».
En 1948, son dossier est réexaminé par le tribunal de dénazification de Fribourg, qui le qualifie de « grand terroriste », coupable des crimes reprochés. Sa veuve demande la clémence de la justice du Bade-Wurtemberg ; celle-ci n'annule pas le jugement rendu mais verse une pension mensuelle de 120 DM à la veuve.